# ادموند فتینگ
ادموند فتینگ (لهستانی: Edmund Andrzej Fetting؛ ‏ ۱۰ نوامبر ۱۹۲۷ – ۳۰ ژانویهٔ ۲۰۰۱) بازیگر و خواننده اهل لهستان بود.
از فیلم‌ها یا برنامه‌های تلویزیونی که وی در آن نقش داشته‌است، می‌توان به سفری برای یک لبخند، شور، در بادیه و بیابان، به‌دور از جاده، چقدر دور، چقدر نزدیک، لهستان بازسازی‌شده، مرگ یک رئیس‌جمهور، مرشد و مارگاریتا، صفر-هفت، به‌گوشم، قماری بالاتر از زندگی، سامسون، خرس و یک فاجعه اشاره کرد.